# Pepřovník betelový
Pepřovník betelový (Piper betle), také pepř betelový, je rostlina z čeledi pepřovníkovitých (Piperaceae), původem je z jihovýchodní Asie. Je to stálezelená, dvoudomá liána s lesklými srdcovitými listy. Květem jsou jehnědy bílé barvy. Pěstuje se především pro listy. Listy jsou společně s nedozrálými plody palmy arekové základem rostlinné drogy betelové sousto (pinang).

## Externí odkazy

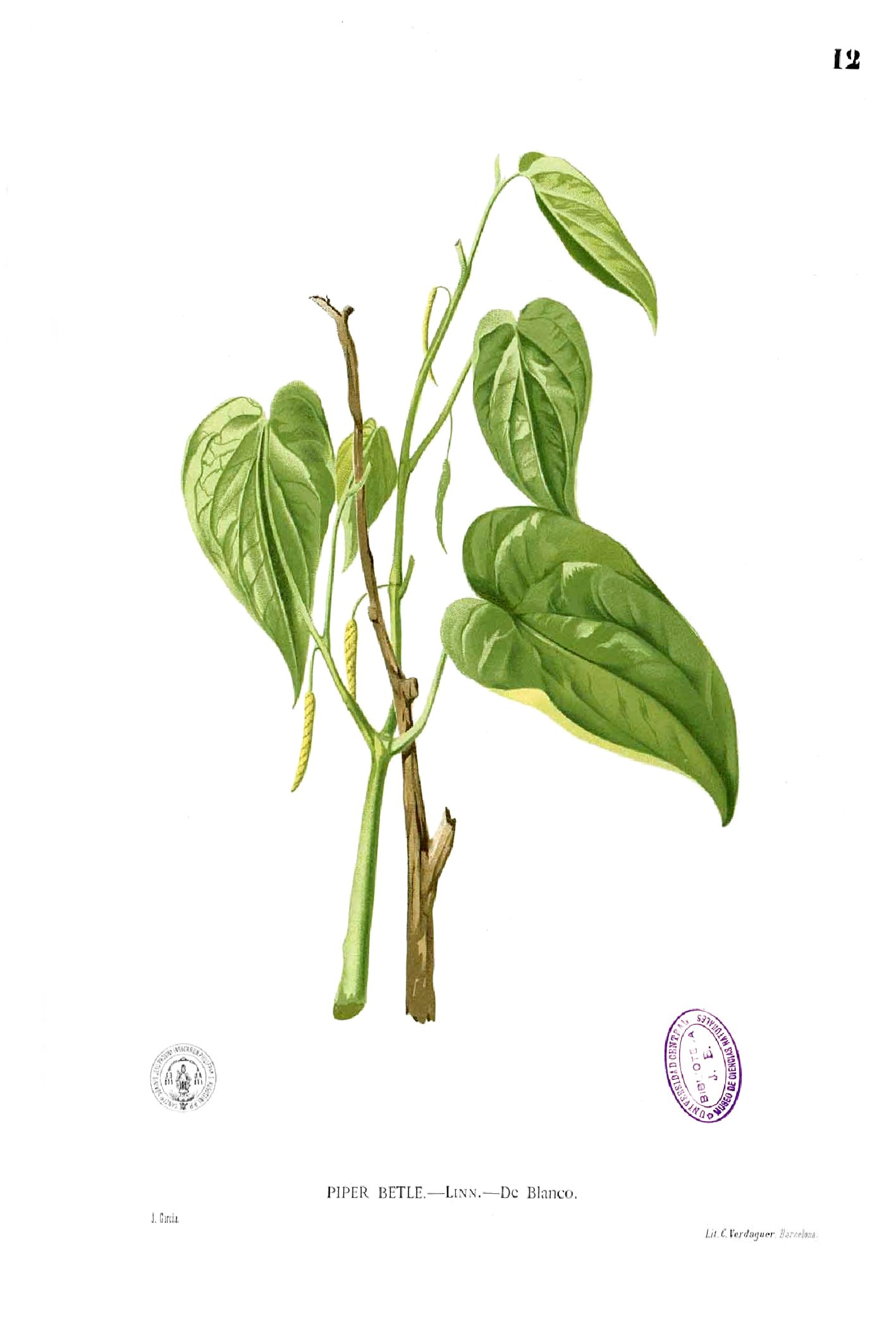
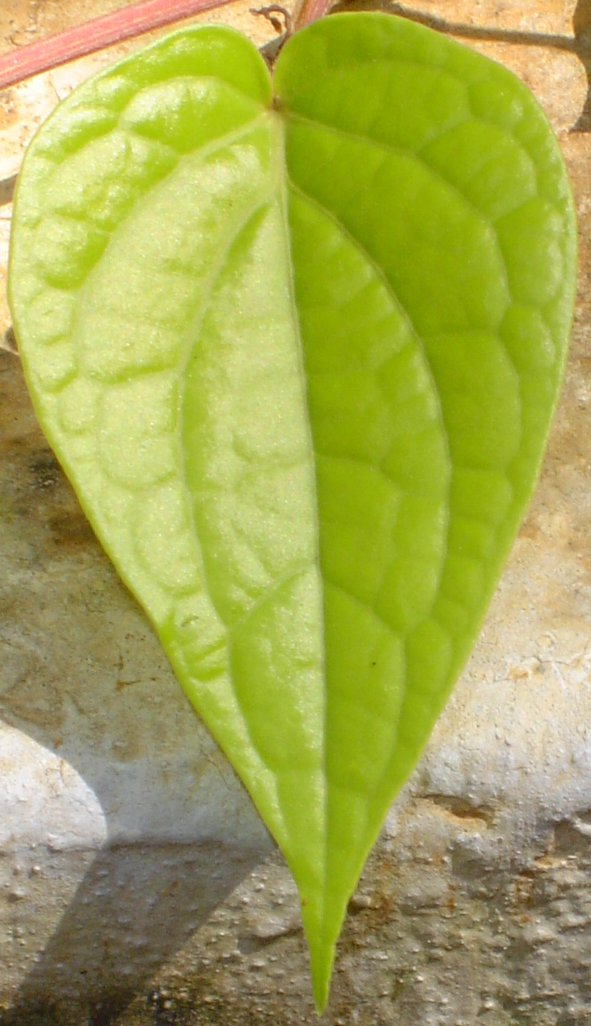
list
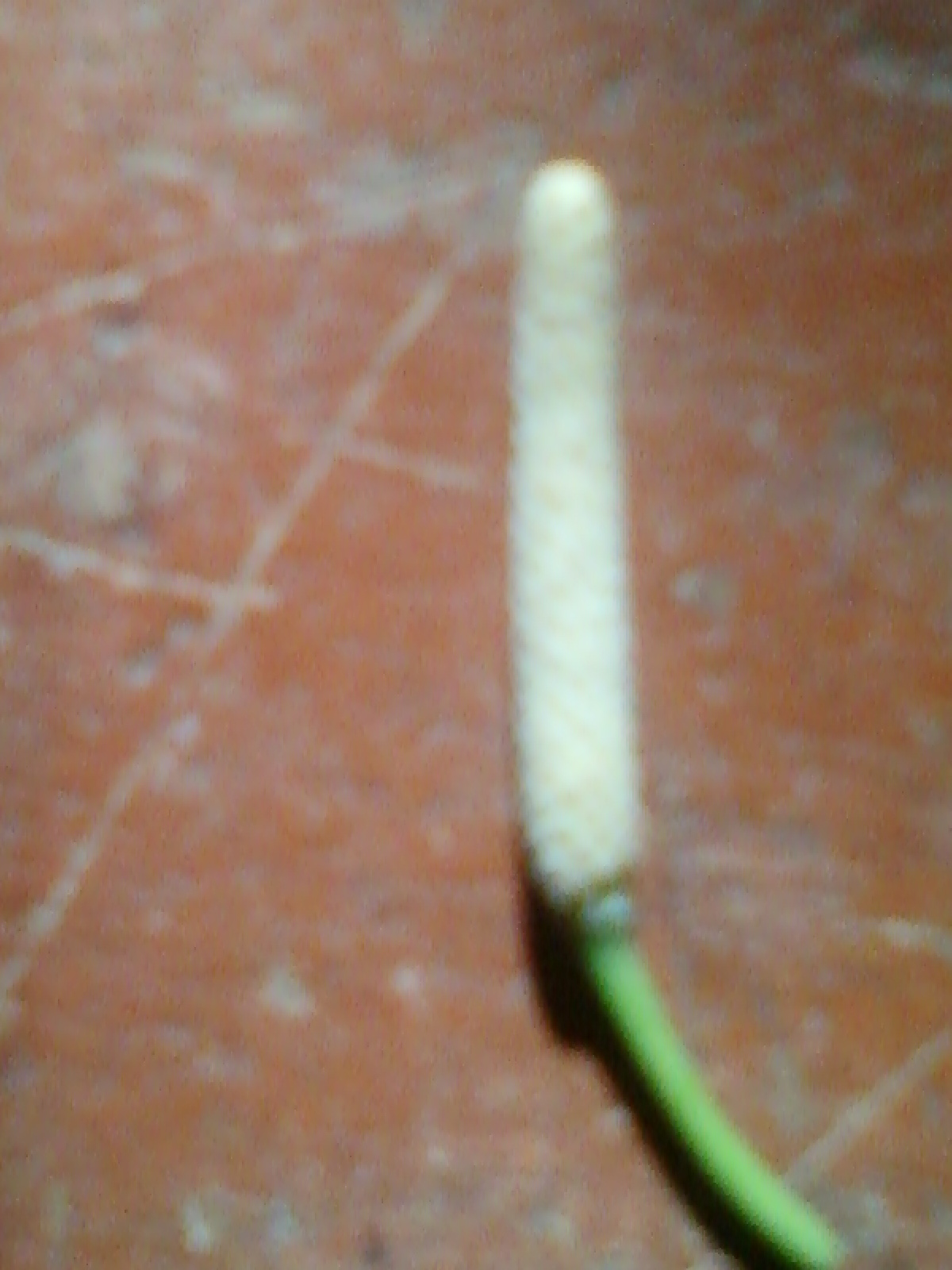
jehněda
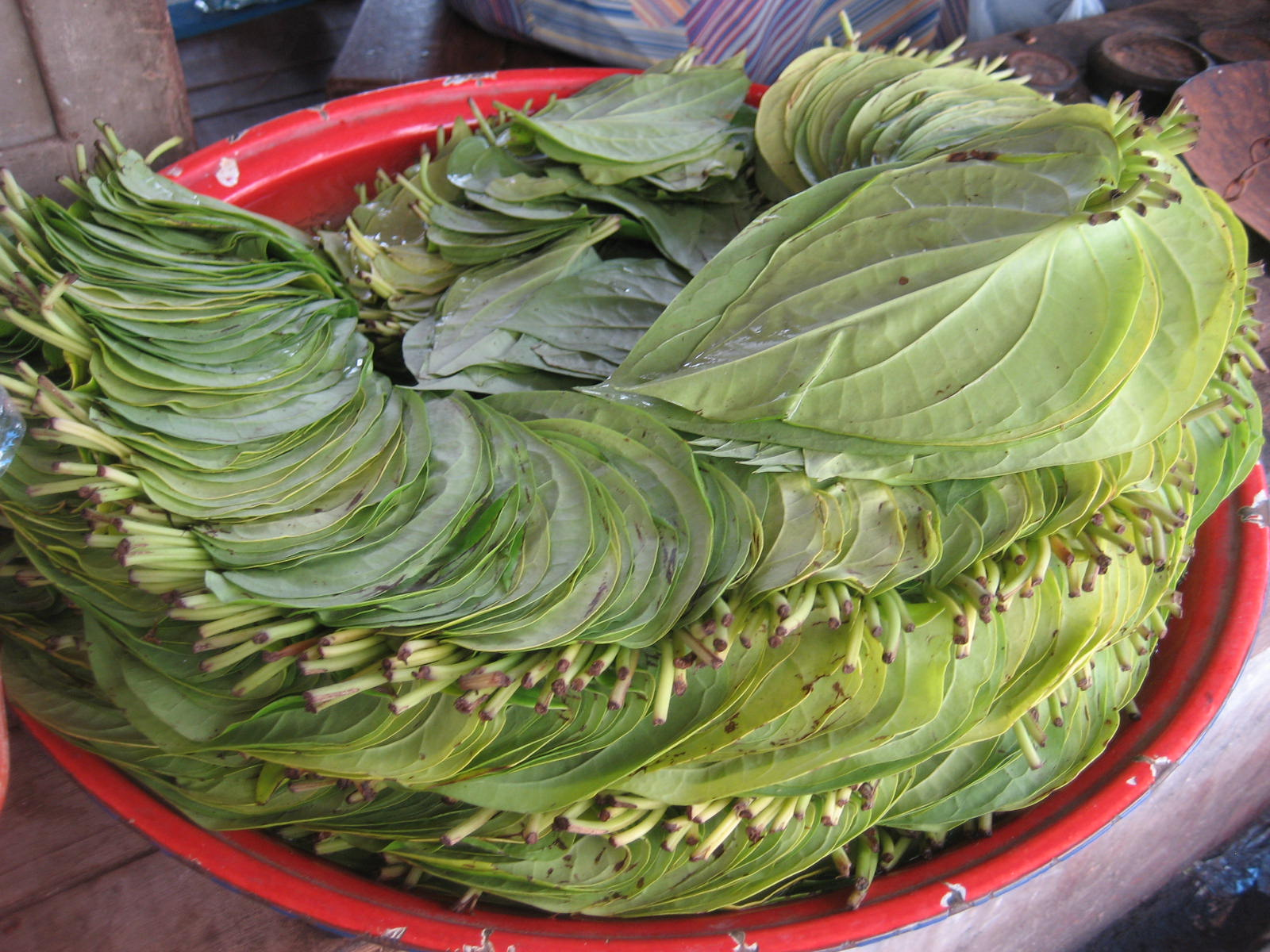
listy na trhu
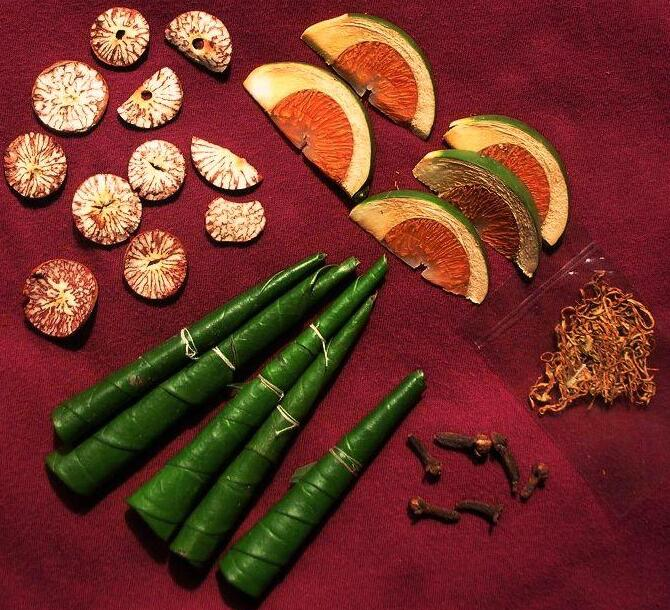
betelové sousto